# Friedhelm Bögelsack
Friedhelm Bögelsack (* 25. September 1955 in Greifswald) ist ein ehemaliger deutscher Eishockeyspieler (Stürmer), der unter anderem 188 A-Länderspiele für die DDR-Eishockeynationalmannschaft absolvierte und in die deutsche Eishockey-Hall-of-Fame aufgenommen wurde.

## Karriere
Friedhelm Bögelsack spielte bis zur Saison 1969/70 beim SC Empor Rostock und wurde nach Reduzierung der DDR-Oberliga auf den SC Dynamo Berlin und die SG Dynamo Weißwasser zur Saison 1970/71 nach Berlin delegiert und spielte ab dann bis 1989 beim SC Dynamo Berlin, mit dem er zwölf Mal DDR-Meister wurde.
1989 verließ Bögelsack die DDR und ging nach Niedersachsen, wo er einen Vertrag beim Zweitligisten EC Hannover erhielt. Da Bögelsack trotz deutscher Staatsangehörigkeit aufgrund des Wechsels des Nationalverbandes und den DEB-Regelungen eine Ausländerstelle besetzt hätte, spielte er zunächst in der zweiten Mannschaft Hannovers, wo er aufgrund seiner Wendigkeit den Beinamen „Zick Zack“ erhielt. Für den EC in Hannover stand er in der Saison 1994/95 in insgesamt 45 Spielen in der neu gegründeten Deutschen Eishockey Liga auf dem Eis und erzielte dabei drei Tore und gab sechs Vorlagen. In den Folgejahren spielte er auch noch bis weit in die 1990er Jahre hinein beim EC in Hannover und half auch beim Neuanfang als Kleefelder EV Hannover in der Saison 1998/99 in der vierten Spielklasse. Zudem lief er in der Saison 2002/03 für die EC Wedemark Farmers in der Eishockey-Regionalliga auf. 
Heute ist Friedhelm Bögelsack für die Nachwuchsarbeit des ESC Wedemark Scorpions verantwortlich und als Trainer der Oberligamannschaft in Mellendorf tätig.

### International
Für die DDR nahm Bögelsack an den B-Weltmeisterschaften 1981, 1982 und 1987 sowie den A-Weltmeisterschaften 1978, 1983 und 1985 teil.

## Erfolge und Auszeichnungen
- DDR-Meister mit Dynamo Berlin (12×): 1976, 1977, 1978, 1979, 1980, 1982, 1983, 1984, 1985, 1986, 1987, 1988